# Gouvernement intérimaire du Bangladesh
Cet article concerne la période 1996-2008. Pour la période 1971-1972, voir Gouvernement provisoire du Bangladesh. Pour la période débutée en août 2024, voir Gouvernement Yunus.
 (janvier 2025).
Le gouvernement intérimaire du Bangladesh était une forme de gouvernement dans laquelle le Bangladesh était dirigé par un gouvernement sélectionné pour une période intérimaire pendant la transition d'un gouvernement élu à un autre, après l'achèvement du mandat du premier, entre 1996 et 2008. Le gouvernement élu sortant transmettait son pouvoir à un gouvernement intérimaire non élu et non partisan (CTG).
Les principaux membres du gouvernement intérimaire ne représentaient aucun parti politique et n'étaient pas autorisés à se présenter aux élections. L'objectif principal du gouvernement intérimaire était de créer un environnement équitable dans lequel une élection pouvait être organisée de manière libre et équitable sans aucune influence politique du gouvernement sortant.
Il n'était pas habilité à prendre des décisions politiques, sauf en cas de nécessité. Le chef du gouvernement intérimaire était appelé conseiller principal (à la place du premier ministre du Bangladesh) et était choisi par le président du Bangladesh. Le conseiller principal choisissait les autres conseillers. Les postes de haut niveau de l'administration étaient généralement répartis entre les conseillers. Le conseiller principal et les autres étaient engagés pour leurs activités auprès du président du Bangladesh.

## Histoire
En 1990, trois alliances de partis ont discuté de la création d'un meilleur environnement pour les élections. Ils ont formulé conjointement une demande en ce sens. Après la démission forcée du général Hossain Mohammad Ershad, les trois alliances ont nommé le juge en chef Shahabuddin Ahmed au poste de conseiller principal. Le gouvernement intérimaire était dirigé par un conseiller en chef, qui disposait des mêmes pouvoirs que le premier ministre ordinaire du pays, sauf en matière de défense. Les conseillers fonctionnaient comme des ministres.
Depuis 1996, un gouvernement intérimaire a géré les élections et les transitions de 1996, 2001 et 2008. Bien que le premier gouvernement intérimaire ait été destiné à faciliter la transition de l'autoritarisme à la démocratie, ce système a été adopté dans le cadre de la Constitution en 1996 par le sixième Parlement. Il était dominé par le Parti nationaliste du Bangladesh, qui a cédé à la pression de l'opposition.
Au Bangladesh, un gouvernement intérimaire a gouverné pendant la période de 1990 à 1991 avec l'accord des alliances des principaux partis politiques. Par la suite, des gouvernements provisoires ont été formés dans le cadre constitutionnel en 1996, 2001 et 2006. Le 13e amendement à la Constitution a été adopté par le Parlement pour officialiser cet arrangement,.
En outre, un CTG extra-constitutionnel soutenue par l'armée a été mise en place en 2007 ; il a gouverné le pays sans légitimité, mais a finalement cédé le pouvoir au parti politique élu à la suite des élections parlementaires du 29 décembre 2008. Ils ont subi des pressions internationales pour céder le pouvoir à un gouvernement démocratiquement élu.
Selon la disposition (avant l'abolition) du CTG dans la Constitution du Bangladesh, il y avait six options pour nommer un conseiller principal (CA)). La dernière option de CA est le président. Le CTG devait organiser une élection dans les 90 jours et dans les 120 jours, il pouvait remettre le pouvoir au parti politique dûment élu. Les opérations quotidiennes du gouvernement, les tâches de routine et la tenue d'élections parlementaires sont les responsabilités confiées au CTG.
Le gouvernement intérimaire était très populaire au Bangladesh, bien qu'il soit en contradiction avec la constitution. Récemment, le Pakistan et la Grèce ont également adopté ce modèle pour organiser des élections et sortir de l'impasse politique.

## Élections législatives de 2008

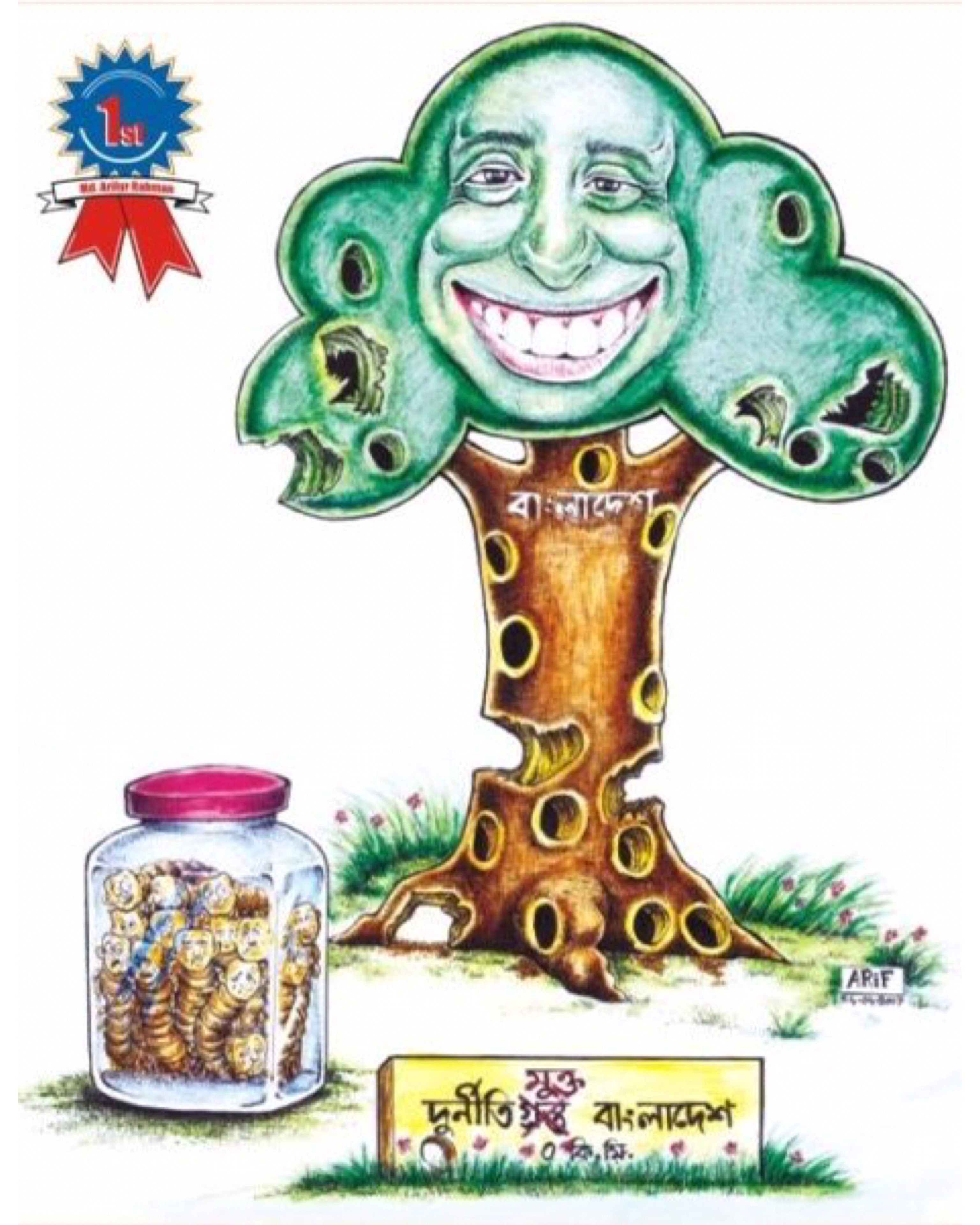
Une caricature du gouvernement intérimaire du Bangladesh de 2007 qui décrit l'arrestation massive de politiciens corrompus. Caricature par Arifur Rahman

Les élections nationales du Bangladesh ont eu lieu le 29 décembre 2008 sous le gouvernement intérimaire formé avec le Dr Fakhruddin Ahmed comme conseiller principal le 13 janvier 2007. Il s'agissait du troisième gouvernement intérimaire formé après la fin du mandat du gouvernement du premier ministre Khaleda Zia en octobre 2006. Le gouvernement intérimaire du Dr Fakhruddin Ahmed a fonctionné sans autorité législative, puisqu'il a continué après la fin de son mandat de 120 jours, le 12 mai 2007. Toutes les décisions prises après cette date doivent être ratifiées par le Parlement pour des raisons de légitimité.
Le gouvernement intérimaire du d'Ahmed était contrôlé par les militaires et a fait un usage intensif de l'armée pour faire échec au chaos qui a précédé le 11 janvier 2007. Cependant, dès le début, le gouvernement a clairement indiqué qu'il était là non seulement pour organiser une élection libre et équitable, mais aussi pour s'assurer que tous les aspects qui y sont liés soient examinés correctement. Cela signifiait des réformes majeures du système électoral, mais aussi la garantie que les candidats corrompus ne pourraient pas prendre part à l'élection.
La tâche était cependant énorme, car le Bangladesh est considéré comme l'une des nations les plus corrompues au monde. Le gouvernement a donc dépassé la durée de son mandat, qui, selon la constitution, ne peut être que de 90 jours.
Le gouvernement intérimaire a introduit les cartes d'électeur (avec photo) pour la première fois juste avant les élections générales de 2008 au Bangladesh. L'armée bangladaise, ainsi que des membres d'autres forces militaires, ont été déployés dans tout le pays avant les élections, y compris dans les régions les plus reculées, afin de faciliter l'inscription des électeurs et la délivrance des nouvelles cartes d'identité. Ils ont été équipés d'ordinateurs portables et de petits appareils photo numériques dans un effort qui devait aboutir à la liste d'inscription des électeurs la plus ordonnée de l'histoire du Bangladesh.

## Conseillers principaux depuis 1991
- Shahabuddin Ahmed - Élections de 1991 (en)[12]
- Muhammad Habibur Rahman - Élections de 1996 (en)[13]
- Latifur Rahman - Élections de 2001 (en)[14]
- Iajuddin Ahmed - A dû démissionner à la suite d'un coup d'État militaire le 11 janvier 2007[15],[16]
- Fakhruddin Ahmed - Nommé le 12 janvier 2007 par un groupe de militaires suivi d'un coup d'État - Élections de 2008[17]

## Suppression du gouvernement intérimaire
En 2011, le gouvernement dirigé par la Ligue Awami a aboli le gouvernement intérimaire en adoptant le 15e amendement de la constitution avec sa majorité au Parlement. Les partis d'opposition, dont le BNP, ont protesté contre l'adoption de cet amendement. La population s'inquiète des prochaines élections depuis que le CTG a été aboli. Sheikh Hasina a assuré le public que le Parlement sera dissous si la Cour en décide ainsi.
Le gouvernement intérimaire est rétabli par une décision de la Cour suprême, qui invalide en décembre 2024 la plupart des dispositions du 15e amendement.